# Ravni Dol, Ivančna Gorica
Ravni Dol este o localitate din comuna Ivančna Gorica, Slovenia, cu o populație de 24 de locuitori.